# Partia e Fortë
Die Partia e Fortë (albanisch für „Die Starke Partei“; Akronym: PF) ist eine politische Partei mit parodistischem Charakter im Kosovo. Ihr erklärtes Ziel ist es, „an die Macht zu kommen und die öffentlichen Gelder im Interesse der Gleichgesinnten und Unterstützer zu kontrollieren“.
Parteivorsitzender ist Visar Arifaj, dessen offizieller Titel Kryetar Lexhendar („Legendärer Vorsitzender“) ist. Der Partei gehören sehr viele junge Aktivisten, vor allem aus der kosovarischen Hauptstadt Pristina, an. Sie ist die einzige Partei im Kosovo ohne richtige Mitglieder, denn neben dem „Legendären Vorsitzenden“ sind alle Gleichgesinnten und Unterstützer automatisch stellvertretende Parteivorsitzende. Auf Facebook hat die Partei rund 90.000 „Gefällt-mir“-Angaben.

## Ideologie
Partia e Fortë tritt satirisch, ironisch und sarkastisch auf und steht für technologische Utopie sowie Informationsfreiheit. Sie hat Züge einer Piratenpartei und tritt für eine pro-europäische Politik ein. Die PF ordnet sich im linken politischen Spektrum ein.
Sie kritisieren auf ihre satirische Art die politischen, wirtschaftlichen und gesellschaftlichen Zustände im Kosovo. Sie nennt aktive Politiker beim Namen und spielt sarkastisch auf die korrupte politische Landschaft sowie die schlechte wirtschaftliche Lage an.

## Geschichte
Die Partei entstand im November 2012. Offiziell wurde sie am 20. Juni 2013 bei der Zentralen Wahlkommission registriert. Der erste öffentliche Auftritt außerhalb von Facebook und Twitter erfolgte beim Sender Klan Kosova Anfang 2013.
Sie trat im Juni 2014 zum ersten Mal bei einer Parlamentswahl an, verpasste aber mit 1.142 Stimmen den Einzug ins Parlament deutlich.